# Heterometrus silenus
Espèce
Synonymes
- Palamnaeus silenus Simon, 1884
- Heterometrus petersii mindanaensis Couzijn, 1981
- Heterometrus liangi Zhu & Yang, 2007

Heterometrus silenus est une espèce de scorpions de la famille des Scorpionidae.

## Distribution
Cette espèce se rencontre au Viêt Nam, au Cambodge et en Thaïlande.
Sa présence est incertaine à Hainan en Chine.

## Systématique et taxinomie
Cette espèce a été décrite sous le protonyme Palamnaeus silenus par Simon en 1884. Elle est placée en synonymie avec Heterometrus petersii par Pocock en 1900. Elle est relevée de synonymie par Prendini et Loria en 2020 qui dans le même temps placent Heterometrus petersii mindanaensis et Heterometrus liangi en synonymie.

## Publication originale
- Simon, 1884 : « Arachnides recueillis en Birmanie par M. le chevalier J. B. Comotto et appartenant au Musée civique d'histoire naturelle de Gènes. » Annali del Museo civico di storia naturale Giacomo Doria, vol. 20, p. 325-372 (texte intégral).